# Gemma Galgani

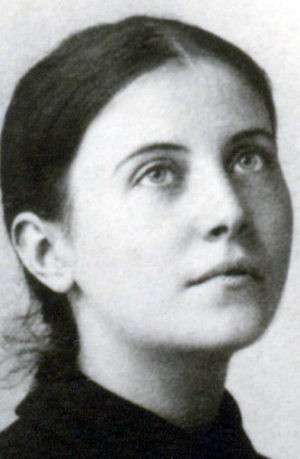
Thánh nữ Gemma Galgani

Maria Gemma Umberta Pia Galgani (sinh ngày 12 tháng 3 năm 1878 – mất ngày 01 tháng 4 năm 1903) là một vị Thánh nữ Công giáo sinh tại Borgo Nuovo, thuộc vùng Lucca, miền Trung nước Ý. Trong tiếng Ý, Gemma có nghĩa là "viên ngọc quý". Cô là một thiếu nữ giáo dân đồng trinh sùng đạo và mất ở tuổi 25 vì bệnh tật. Gemma Galgani được Giáo hoàng Pio XII phong Thánh Công giáo vào năm 1940.

## Tiểu sử
Gemma Galgani là một thiếu nữ giáo dân sống vào cuối thế kỉ 19 đầu thế kỉ 20, cô sinh ở Camigliano, nước Ý, và là thứ tư trong gia đình có tám người con và là con gái cả của Ông Henry Galgani và Bà Aurelia Galgani. Cha cô là một dược sĩ và thuộc dòng họ Thánh Gioan Leonardi. Một tháng sau khi sinh cô, gia đình rời Camiglianô di chuyển tới tỉnh Lucca, nơi Gemma sống hết đời.
Năm 1886, năm Gemma lên 8 tuổi, Mẹ của cô bị mắc bệnh lao mà chết. Cha cô thì bệnh tình lâu ngày trong gia đình đã làm kiệt quệ tài chính. Cha của cô lại mắc bệnh ung thư cổ và cô phải chăm sóc ông cho đến khi ông từ trần lúc Gemma đủ 19 tuổi. Sau khi cha chết, Gemma đến chung sống với một người dì trong một thời gian ngắn.
Gemma được cho là có sự quan tâm đối với người nghèo, nên mỗi lần đi đâu, nhiều người liền đến xin giúp đỡ thì cô sẵn sàng giúp đỡ mặc dù chính bản thân mình cũng gặp nhiều khó khăn.
Với nguyện vọng trở thành một nữ tu nên Gema từ chối lời cầu hôn của hai thanh niên trong vùng mà xin vào tu viện nhưng vì lý do sức khoẻ và vì nghèo nên cô bị từ chối cho làm tu sĩ.
Tháng 01 năm 1903, bác sĩ cho biết Gemma bị lao phổi, trước đó cô được chẩn đoán là bị bệnh sưng màng óc với các triệu chứng như giảm khả năng thính giác và bắt đầu rụng tóc, chân tay bị tê liệt. Ba tháng sau đó, vào ngày thứ Bảy Tuần Thánh, với sự chứng kiến của cha sở, cô từ giã cõi đời khi mới 25 tuổi.
Gemma được Giáo hoàng Piô XI phong chân phước năm 1933 và được Giáo hoàng Piô XII phong thánh vào ngày 2 tháng 5 năm 1940.